# 莉薩·諾瓦克

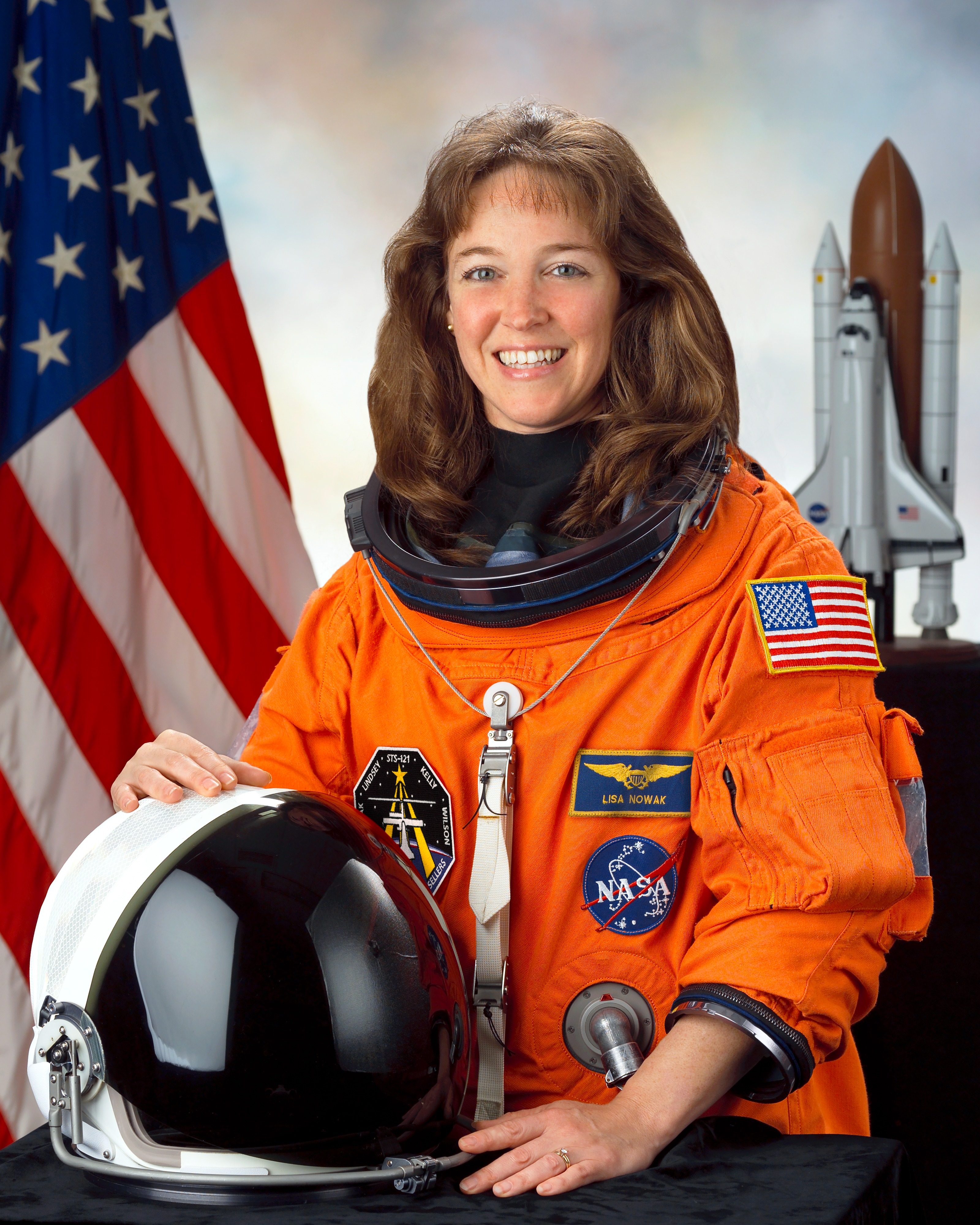
Lisa Nowak，American woman astronaut

莉薩·諾瓦克 （Lisa Marie Nowak，1963年5月10日—）生于華盛頓哥倫比亞特區，美国宇航局女航天飞机任務專家。她是第一位遭到重罪指控的在职太空人。
諾瓦克已婚，育有三個孩子。曾經執行的任務包括 STS-77、STS-89、STS-102以及STS-121。
2007年2月6日，佛罗里达州警方宣布，诺瓦克因被指控试图绑架情敌女宇航员科琳·希普曼而被逮捕，面临绑架未遂、盗窃和人身攻击等多项指控。3月7日，诺瓦克被美国宇航局解雇。

## 参阅
- 奧費萊恩
- 三角戀
- 成人紙尿片
- 胡椒噴霧
- 發現號穿梭機